# Axel Bennich
Nils Axel Gustafsson Bennich (uttalas [bénnik]), född 31 oktober 1817 på Opphem i Tjärstad socken i Östergötland, död 23 januari 1904 i Stockholm, var landshövding, generaltulldirektör och riksdagsman. Han var far till Hjalmar Bennich.

## Biografi
Bennich, som var son till majoren i Västgöta regemente Gustaf Bennich och Gustafva Henrietta Sabelfelt, genomgick Linköpings skola och blev 1835 student vid Uppsala universitet, tog 1838 hovrättsexamen och tjänstgjorde därefter inom åtskilliga ämbetsverk i Stockholm. I
krigshovrätten befordrades han 1845 till notarie och 1846 till krigsfiskal, i Stockholms rådstuvurätt 1848 till brottmålsnotarie samt i Stockholms handels- och ekonomikollegium 1857 till notarie för uppbördsärenden och 1858 till andre notarie. Jämte dessa befattningar fick Bennich vid 1840 års riksdag anställning som kanslist i bevillningsutskottet och kom därigenom att på nära håll följa striden emellan anhängarna av de gamla skrå- och skyddssystemen samt de som förespråkade en friare närings- och handelslagstiftning. Bennich själv var anhängare av en friare lagstiftning.
Under alla riksdagarna från 1844 till 1860 var han sekreterare i bevillningsutskottet och arbetade hela tiden för en friare tullagstiftning. Sedan representationen vid riksdagen 1853–1854 upphävt det dittills gällande förbudet mot in- och utförsel av tackjärn - en länge och envist bekämpad seger i frihandelsriktning och en fråga, som ansågs av synnerligen stor betydelse – avslogs förslaget vid Kungl. Maj:t prövning, men kung Oscar I godkände det ändå slutligen, till stor del tack vare depromemorior som Bennich skrivit och i vilka protektionisternas farhågor kritiskt granskades. 
Bennich erfarenhet och insikter på tullagstiftningens område började därefter tagas i anspråk av regeringen. Sedan de svenska medlemmarna av 1855 års mellanrikslagskommitté i grund omarbetat den svenska tulltaxan och Johan August Gripenstedt blivit finansminister, fick Bennich, som varit kommitténs sekreterare, i uppdrag att författa det statsrådsbetänkande, vilket bifogades propositionen till riksdagen 1856–1858. Egendomligt nog fick Bennich även i uppgift att skriva bevillningsutskottets yttrande över samma proposition. 
Kort efter nyssnämnda riksdags slut utsågs Bennich, som även ägnat sig åt bankfrågor, till ledamot av den så kallade finanskommittén, vilken hade i uppdrag att utreda landets ekonomiska och finansiella ställning. 1860 utnämndes Bennich till landshövding i Jämtlands län och skrev i denna egenskap ett utlåtande angående utvidgad näringsfrihet - en fråga, som då diskuterades intensivt och slutligen löstes genom en förordning 1864. År 1862 förordnades Bennich till ordförande i en kommitté, som skulle utreda den omtvistade frågan om norra stambanans sträckning. Året därefter utsågs han till ordförande i den kommitté, som skulle förbereda behandlingen av de frågor, vilka löstes genom handels- och sjöfartstraktaterna emellan Frankrike och Sverige 1865.
1864 adlades Axel Bennich under namnet Bennich och kom därigenom att deltaga i den sista ståndsriksdagens förhandlingar. 1865 utnämndes han till generaltulldirektör, en post från vilken han avgick 1888.  
Från och med representationsreformens genomförande till och med 1892 var han ledamot av riksdagens första kammare, 1866–1883 för Jämtlands län och 1884–1892 för Kalmar läns norra del. Under hela denna tid hade han vid varje riksdag plats i bevillningsutskottet, 1869–1882 som vice ordförande och 1883–1886 som ordförande. För övrigt var han ledamot av tillfälligt utskott 1867 och 1881 samt av särskilda utskottet vid urtima riksdagen 1892. 1876 utsågs han till ordförande i en tullkommitté, som, efter det franska handelstraktaten blivit uppsagd, skulle revidera den svenska tulltaxan. I 1886 års tullkommitté var han också ordförande. I riksdagen uppträdde han, förutom för en friare tullagstiftning, även mot inregistreringsavgifterna, förordade nedsättning i den personliga skyddsavgiften, kämpade mot uppsägning av mellanrikslagen, försvarade frilagersinstitutionen och arbetade för anslag till svenska mosskulturföreningen. Han ivrade likaledes varmt för kommunikationsväsendets ordnande och deltog livligt i de häftiga järnvägsstriderna på 1870-talet. 
För sina insatser för handelsfriheten utsågs han 1872 till hedersledamot av den engelska Cobden club. Även i det kommunala livet var Bennich mycket verksam, han var 1873–1879 ledamot av Stockholms stadsfullmäktige och 1877–1879 vice ordförande såväl där som inom beredningsutskottet. Han var ordförande för Stockholms Handelsbanks styrelse från 1874. I Svenska föreningen mot livsmedelstullar var han likaledes ordförande. 1880 blev han ledamot av Lantbruksakademien och 1882 av Musikaliska akademien.